# Río Vondiga
El río Bondiga (del ruso: Вондига) es un río del óblast de Moscú, en Rusia, afluente del río Sherná.
En el curso del río se encuentran las pequeñas localidades de Vzgliadnevo y Malinniki. Tiene una longitud de 16 km. Es bastante plano y tiene un régimen nival. Se hiela de noviembre-principios de diciembre a finales de marzo-abril.
Presentan interés especial para los turistas el lago Torbéyevo en el curso superior del río y la cascada Gremiachi en el inferior.